# 埼玉県立上尾高等学校
埼玉県立上尾高等学校（さいたまけんりつあげおこうとうがっこう）は、埼玉県上尾市浅間台にある男女共学の高等学校。通称、「上高」（あげこう）。エレベーターやスロープが設置されており、バリアフリー構造となっている。

## 設置学科
- 全日制
  - 普通科 (6クラス×3学年)(1-6組)
  - 商業科 (3クラス×3学年)(7-9組)
- 定時制
  - 普通科 (1クラス×4学年)(組なし)(全日制1年1-4組と教室共有)

## 沿革
- 1958年（昭和33年）

1965年頃の上尾高等学校とその周辺。周囲は武蔵野の雑木林や耕地が広がる。校庭にはアカマツの大木も見られる。

  - 1月 - 学校の設立を認可。また、初代校長（福岡鶴吉校長）を内定する[1][2]。
  - 4月 - 学校事務組合（北足立郡上尾町（現上尾市）、桶川町（現桶川市）、伊奈村（現伊奈町）の2町1村）共立上尾商業高等学校創設[1]。校舎は上尾中学校を間借りした。普通科と商業科の二科を設置。
  - 10月15日 - 工費1500万円をかけてRC二階建て校舎が完成し、上尾中学校より現在地に移転する[1]。
- 1960年（昭和35年）4月1日 - 埼玉県へ管理運営移管。校名を埼玉県立上尾高等学校と改称[1]。
- 1961年（昭和36年） - 
  - 月日不明 - 中央小学校を間借りしていた[1]埼玉県立浦和高等学校上尾分校（定時制課程普通科）を併合。
  - 4月20日 - 総工費2500万円をかけて体育館兼講堂、家庭科教室、柔剣道場などが完成し、県立移管ならびにその完成記念祝賀会や校庭の披露が行なわれる[1][3]。また、翌日に校歌の発表会があり、県警によるブラスバンド演奏が実施される。
- 1963年（昭和38年）2月12日 - 昨年3月より着工していた鉄筋四階建ての新校舎が同年1月落成され、落成式が10時より挙行された。工費は6000万円であった[1]。
- 1988年（昭和63年）12月 - 校地の東側にJR北上尾駅が開業する。
- 1990年（平成2年） -　各学年10学級（各学年普通科7学級、商業科3学級）計30学級となる。
- 2007年（平成19年） - 創立50周年記念式典を開催。

## 部・同好会
野球部は1970年代の中頃から1980年代の中頃を中心に甲子園へ7回（夏4回、春3回）出場の実績がある。創部と同時に元プロ野球選手の野本喜一郎を招聘して強化が進められ、山崎裕之を擁して1963年春（第35回）に初出場した。1975年夏（第57回）では、今太（こん・ふとし）投手を擁し、高知県の土佐高校や神奈川県の東海大相模高校などを下してベスト4に進出した。野本の退任後、1984年夏の（第66回）にも出場を果たしたが、それ以降は甲子園からは遠ざかっている。
出場回
1963年春（第35回）、1974年夏（第56回）、1975年夏（第57回）、1979年夏（第61回）、1980年春（第52回）、1982年春（第54回）、1984年夏（第66回）
- 全日制
  - 剣道部
  - 硬式テニス部
  - サッカー部
  - 柔道部
  - ソフトテニス部
  - ソフトボール部
  - 卓球部
  - バスケットボール部
  - バドミントン部
  - バレーボール部
  - 野球部（甲子園夏4回、春3回出場）
  - 陸上競技部
  - ワンダーフォーゲル部
  - IT部
  - 演劇部
  - 茶道部
  - 写真部
  - 書道部
  - 新聞部
  - 吹奏楽部
  - 箏曲部
  - チアダンス部
  - 天文部
  - 美術部
- 同好会
  - インターアクト同好会
  - フォークソング研究同好会(事実上、軽音楽部的な活動に近い)
  - 漫画研究同好会
  - 簿記同好会
- 定時制
  - 野球部
  - サッカー部
  - バスケットボール部
  - バレーボール部
  - 陸上部
  - 剣道部
  - 卓球部
  - パソコン部
  - 美術部
  - JRC部

## 日商簿記甲子園
- 2024年度、第1回全国高等学校日商簿記選手権大会（日商簿記甲子園）開催（日本商工会議所日商簿記検定施行70周年記念事業）の参加校である。

## 著名な卒業生

### 野球
- 山崎裕之
- 会田照夫
- 江田幸一
- 中村昭
- 山中重信
- 仁村徹
- 徳田吉成
- 森士
- 福田治男
- 清水達也
- 長堀肇

### ソフトテニス
- 菅野創世
- 上原絵里

### バドミントン
- 山田英孝
- 中西洋介

### その他
- 長井淳子（柔道）
- 原加央理（競艇選手）
- 寺門嘉之（ライフセービング）

### 芸能
- 今野登茂子※中退
- 五島悦子
- 小柳ゆき
- 藍川りの

### 政治家
- 大島清
- 吉田一郎

## 最寄り駅
- 北上尾駅前